# 운송보험
운송보험이란 육상운송에 있어서 운송물에 대하여 발생할 수 있는 손해를 보상할 것을 목적으로 하는 손해보험이다. 보험의 목적물은 운송물이므로 운송용구(運送用具)는 포함되지 아니한다. 운송보험에 있어서의 보험사고는 운송 중에 발생할 수 있는 모든 사고이므로 기차나 자동차의 전복·충돌과 같은 운송에 특유한 사고뿐만 아니라 운송 중에 생기는 화재·수해·도난과 같은 모든 위험을 포함한다. 운송보험자는 다른 약정이 없으면 운송인이 운송물을 수령한 때로부터 수하인(受荷人)에게 인도할 때까지 발생한 모든 손해를 보상하여야 한다(688조).

## 보험기간
다른 약정이 없으면 보험기간은 운송인이 운송물을 수령한 때로부터 수하인에게 인도할 때까지로 한다. 다만, 운송인이 운송물을 수령한 이후에 보험계약이 체결된 경우에는 계약성립시로부터 보험기간은 시작하는 것으로 본다.

## 보험가액
보험가액에 대해 당사자간의 협정이 없으면 발송한 때와 곳의 가액과 도착지까지의 운임 기타의 비용을 보험가액으로 한다.

## 보험자의 면책
보험자의 일반 면책사유 이외에 송하인 또는 수하인의 고의 또는 중대한 과실로 인하여 보험사고가 발생한 때에도 보험자는 면책된다.